# موشک‌زن (فیلم)
موشک‌زن (انگلیسی: The Rocketeer) (در سطح بین‌المللی با نام ماجراهای موشک‌زن شناخته می‌شود) فیلمی ابرقهرمانی محصول سال ۱۹۹۱ ایالات متحده از والت دیزنی پیکچرز است که در خارج از آمریکا با عنوان فیلمی از تاچ‌استون پیکچرز پخش شد. این فیلم به تهیه‌کنندگی چارلز گوردون، لارنس گوردون و لوید لوین، به کارگردانی جو جانستون ساخته شده و بازیگرانی چون بیلی کمپل، جنیفر کانلی، آلن آرکین، تیموتی دالتون، پال سوروینو و تاینی ران تیلور در آن ایفای نقش کرده‌اند. فیلم بر پایهٔ شخصیت موشک‌زن اثر دیو استیونز، کارتونیست و نویسندهٔ کتاب‌های مصور، ساخته شده‌است.
داستان فیلم در لس‌آنجلس سال ۱۹۳۸ می‌گذرد، و ماجرای خلبان نمایش‌های هوایی به نام کلیف سکورد را روایت می‌کند که بستهٔ موشک پشت‌پوش پنهانی را می‌یابد و با آن می‌تواند بدون هواپیما پرواز کند. این کارهای قهرمانانه به‌زودی توجه هاوارد هیوز و اف‌بی‌آی را که در جست‌وجوی بستهٔ گمشده‌اند جلب می‌کند، در حالی‌که مأموران نازی‌ نیز در پی بسته‌اند که آن را از هیوز دزدیده‌اند.
توسعهٔ پروژهٔ «موشک‌زن» از سال ۱۹۸۳ آغاز شد، زمانی‌که استیونز حق ساخت فیلم را واگذار کرد. استیو ماینر و ویلیام دیر پیش از پیوستن جانستون به پروژه، به‌عنوان کارگردان در نظر گرفته شدند. فیلمنامه‌نویسان دنی بیلسون و پال دی‌مئو بر سر مسائل خلاقانه با دیزنی دچار اختلاف شدند، و فیلم برای مدتی در جهنم توسعه گرفتار شد. استودیو قصد داشت طراحی کلاه‌خود نمادین شخصیت را تغییر دهد؛ مایکل آیزنر، مدیرعامل دیزنی، خواستار کلاه‌خودی شبیه به نوع ناسا بود، اما جانستون توانست آن‌ها را قانع کند از همان طراحی اولیه استفاده شود. همچنین جانستون مجبور شد برای انتخاب بیلی کمپل در نقش اصلی، دیزنی را مجاب کند. تصویربرداری از ۱۹ سپتامبر ۱۹۹۰ آغاز شد و تا ۲۲ ژانویهٔ ۱۹۹۱ ادامه یافت. صحنه‌های جلوه‌های ویژه توسط اینداستریال لایت اند مجیک طراحی و خلق شد و زیر نظر کارگردان پویانمایی وس تاکاهاشی قرار داشت.
فیلم در ۲۱ ژوئن ۱۹۹۱ اکران شد و نقدهای مثبتی دریافت کرد. با این‌حال به‌دلیل عملکرد ضعیف در گیشه، با فروش تنها ۴۶ میلیون دلار در برابر بودجهٔ ۳۵ میلیون دلاری در آمریکا، برنامه‌های ساخت دنباله‌ها لغو شد. بااین‌حال، مجموعه‌ای تلویزیونی بر پایهٔ فیلم، با حضور کمپل در همان نقش، در نوامبر ۲۰۱۹ از دیزنی جونیور پخش شد. اوایل سال ۱۹۹۱، شرکت توی بیز حق تولید خط کاملی از اسباب‌بازی‌های «موشک‌زن» را در اختیار داشت که نسخه‌های مختلفی از شخصیت کلیف را شامل می‌شد و مشابه خط اسباب‌بازی‌های بتمن تولیدشده توسط کنر پروداکتز بود. چند نمونه اولیه تولید شد، اما دیزنی امتیاز را از توی بیز پس گرفت و تنها شرکت «جاست تویز» مجاز به تولید شد.

## موضوع
هاوارد هوگز شروع به ساختن موشکی استثنایی می‌کند. او با اختراع این موشک ما فوق تصور تبدیل به یک ابر قهرمان می‌شود. او برای پرواز دادن این موشک کارهای بسیاری انجام داده اما در عوض تلاشش به ثمر نشسته‌است…

## داستان
در لس‌آنجلس سال ۱۹۳۸، تبهکارانی از باند ادی ولنتاین، نمونهٔ اولیه‌ای از موشک پشت‌پوش را از صنعتگر هوافضا هاوارد هیوز می‌ربایند. هنگام فرار، رانندهٔ فراری موشک را در کابین دوجناحی مدل Curtiss JN Jenny پنهان می‌کند. در ادامهٔ تعقیب‌وگریز، خلبان بدلکار کلیف سکورد هواپیمای مونوبلان زرد و سیاه‌رنگ Gee Bee Z خود را از دست می‌دهد و دوران مسابقه‌دادنش پایان می‌یابد. ستارهٔ سینما نویل سینکلر، این دزدی را به کمک باند ولنتاین انجام داده و اکنون نوچهٔ غول‌آسای خود، لوتار، را مأمور یافتن محل پنهان‌سازی موشک می‌کند. در این میان، کلیف و مکانیک هواپیمایش پیوی، موشک را می‌یابند و شروع به آزمایش آن می‌کنند.
دوست‌دختر کلیف، جنی بلیک، بازیگری نوپا است که نقشی جزئی در فیلم جدید سینکلر دارد. اتفاقات اخیر روابط آن‌ها را دچار تنش کرده‌است. سینکلر که گفت‌وگوی کلیف با جنی دربارهٔ موشک را شنیده‌است، او را به شام دعوت می‌کند. پس از آن، در یک نمایش هوایی محلی، کلیف با استفاده از موشک دوست سالخورده‌اش مالکوم را نجات می‌دهد که سعی داشته با پرواز در باند، شغل کلیف را نجات دهد. این کار باعث شهرت ناگهانی کلیف می‌شود، اما درعین‌حال سینکلر و اف‌بی‌آی را نیز متوجه حضور او می‌کند.
سینکلر لوتار را برای یافتن موشک به خانهٔ کلیف و پیوی می‌فرستد. اف‌بی‌آی هم به‌زودی از راه می‌رسد، اما کلیف و پیوی می‌گریزند، در حالی‌که لوتار نقشه‌فنی موشک را می‌رباید. سپس در غذاخوری فرودگاه، کلیف و پیوی به‌دست اعضای باند ولنتاین گیر می‌افتند؛ آن‌ها درمی‌یابند جنی با سینکلر قرار شام گذاشته و سینکلر در جست‌وجوی موشک نقش دارد. مشتریان غذاخوری گانگسترها را خلع‌سلاح می‌کنند، اما گلوله‌ای سرگردان، مخزن سوخت موشک را سوراخ می‌کند که پیوی آن را موقتاً با آدامس می‌پوشاند. کلیف به کلوب ساوث سیز پرواز می‌کند و هویت جدیدش را به جنی می‌گوید. باند ولنتاین از راه می‌رسد و در زد و خورد، سینکلر جنی را می‌رباید.
در خانهٔ سینکلر، او تلاش می‌کند جنی را اغوا کند، اما جنی با ضربه‌ای او را بی‌هوش کرده و درمی‌یابد که او جاسوس آلمان نازی است. جنی خیلی زود دوباره اسیر می‌شود و وادار می‌شود به کلیف پیام دهد که موشک را برای نجات جان او به رصدخانه گریفیت بیاورد. کلیف به‌دست اف‌بی‌آی بازداشت می‌شود و نزد هیوز برده می‌شود که به او می‌گوید این موشک بر پایهٔ نمونه‌ای است که دانشمندان نازی نتوانسته‌اند کامل کنند. سپس به او فیلمی تبلیغاتی از نازی‌ها نشان می‌دهد که در آن ارتشی از سربازان پرنده با موشک‌پوش‌ها به ایالات متحده حمله می‌کنند. هیوز می‌گوید که مأموران در پی یافتن جاسوس نازی در هالیوود هستند که از باند ولنتاین استفاده می‌کند و کلیف درمی‌یابد سینکلر همان جاسوس است. کلیف از چنگ آن‌ها می‌گریزد و اما سرنخی از مقصد خود باقی می‌گذارد.
کلیف به محل ملاقات پرواز می‌کند. سینکلر از او می‌خواهد موشک را تحویل دهد. کلیف به ادی می‌گوید سینکلر جاسوس نازی است؛ باند خشمگین ولنتاین که با وجود تبهکار بودن وطن‌پرست‌اند، اسلحه‌هایشان را به‌سوی سینکلر نشانه می‌گیرند. اما سینکلر نیروهای آس‌آ مسلح پنهانی را فرا می‌خواند، و سفینه هوایی آلمانی «لوکزامبورگ» برای انتقال او و نیروهایش از راه می‌رسد. اف‌بی‌آی که به‌طور مخفی آن‌ها را دنبال کرده‌بود، دخالت می‌کند و همراه گانگسترها با نازی‌ها وارد نبرد می‌شوند. سینکلر و لوتار با بردن جنی به سفینه می‌گریزند.
کلیف به سفینه «لوکزامبورگ» پرواز می‌کند. در درگیری، جنی با شلیک گلوله‌ای شعله‌زا در پل فرماندهی، آتش به‌پا می‌کند. سینکلر جنی را گروگان می‌گیرد و کلیف را مجبور به تحویل موشک می‌کند، اما کلیف پنهانی آدامس روی نشتی سوخت را برمی‌دارد. سینکلر با موشک پرواز می‌کند، اما سوخت نشتی می‌گیرد و آتش موشک او را از بین می‌برد. لوتار نیز در انفجار سفینه کشته می‌شود، اما کلیف و جنی به‌موقع به‌دست هیوز و پیوی با خودچرخ Pitcairn PCA-2 نجات می‌یابند.
هیوز بعدها یک هواپیمای مسابقه‌ای Gee Bee Z نو و یک بسته آدامس بیمِنز به کلیف هدیه می‌دهد. هنگام خداحافظی، جنی نقشهٔ دزدیده‌شده را که در خانهٔ سینکلر یافته، به پیوی بازمی‌گرداند و او تصمیم می‌گیرد با اصلاحاتی، نسخه‌ای بهتر از موشک بسازد.

==بازیگران== 
آلن آرکین در نقش ای. "پیوی" پیبادی
جنیفر کانلی در نقش جنی بلیک
پال سوروینو در نقش ادی ولنتاین
تری اوکوئین در نقش هاوارد هیوز
تیموتی دالتون در نقش نویل سینکلر
اد لاوتر در نقش مأمور اف‌بی‌آی فیچ
جیمز هندی در نقش مأمور اف‌بی‌آی "وولی" وولینسکی
جان پولیتو در نقش اوتیس بیگلو
ادی جونز در نقش مالکوم
رابرت میرندا در نقش جانی "جانی اسپانیایی"
نادا دسپوتوویچ در نقش ایرما
ویلیام سندرسن در نقش "اسکیتز"
مارگو مارتیندیل در نقش میلی
جان لاواکیلی در نقش راستی
کلینت هاوارد در نقش مارک
ملورا هاردین در نقش خوانندهٔ کلوب ساوث سیز
ریک اورتون در نقش مهمان کلوب ساوث سیز
مکس گرودنچیک در نقش ویلمر
تاینی ران تیلور در نقش لوتار
دان پاگزلی در نقش "گوس"
آمریکا مارتین در نقش پَتسی
مایکل میلوان در نقش جف
دنیل اوشی در نقش مایک
جو دانجریو در نقش استیوی
تامی جی. هاف در نقش لنی
پت کرافورد براون در نقش خانم پای
پل دِسوزا در نقش پالی
جین دیلی در نقش کلارک گیبل
باب لیمَن در نقش دبلیو. سی. فیلدز